# 张汴乡
张汴乡，是中华人民共和国河南省三門峽市陕州区下辖的一个乡镇级行政单位。

## 行政区划
张汴乡下辖以下地区：
张汴村、北营村、庙后村、西王村、窑底村、曲村、西过村、卢庄村、寺院村、刘寺村和草庙村。